# Gothatar
Gothatar (nep. गोठटार) – gaun wikas samiti w środkowej części Nepalu w strefie Bagmati w dystrykcie Katmandu. Według nepalskiego spisu powszechnego z 2001 roku liczył on 1688 gospodarstw domowych i 8269 mieszkańców (4100 kobiet i 4169 mężczyzn).